# Produkční
Produkční (původně z produkční vedoucí, též vedoucí produkce, produkční manažer nebo výkonný producent, anglicky line producer) je ve filmové, rozhlasové, televizní a divadelní tvorbě profese spadající do hlavního tvůrčího a organizačního pracovně-výrobního štábu. Též se tak označují lidé, kteří tuto práci vykonávají. Je-li produkčních na daném projektu víc, souhrnně a prostě se jim referuje jako „produkce“ nebo „výroba“. Hlavní z nich je pak vedoucí výrobního štábu.
Produkční řídí natáčení a výrobu díla, logisticky ho organizuje za finanční prostředky poskytnuté producentem. Režisér je podřízen produkčnímu/vedoucímu výrobního štábu, stejně jako všichni ostatní z výrobního štábu. Podřízení se ale týká organizačně-technického, nikoli uměleckého aspektu vytvářeného díla. Přímým podřízeným produkčního je zástupce produkčního, někdy též nazýván ekonom projektu, mezi jeho další podřízené patří asistent produkce, klapka a pokladník.
Produkční se výroby účastní od prvního dne přípravných prací do schválení filmu (televizní/rozhlasové hry,…). V případě klasického filmu jeho povinnosti končí po odevzdání promítacích kopií, předání všech podkladů do filmových laboratoří + obvykle dalších 20 pracovních dnů pro splnění všech povinností spojených s likvidací a vyúčtováním filmu.